# Villecelin
Villecelin és un municipi francès, situat al departament de Cher i a la regió de Centre – Vall del Loira. L'any 2007 tenia 106 habitants.

## Demografia

### Població
El 2007 la població de fet de Villecelin era de 106 persones. Hi havia 44 famílies, de les quals 11 eren unipersonals (7 homes vivint sols i 4 dones vivint soles), 11 parelles sense fills, 15 parelles amb fills i 7 famílies monoparentals amb fills.
La població ha evolucionat segons el següent gràfic:
Habitants censats

### Habitatges
El 2007 hi havia 66 habitatges, 46 eren l'habitatge principal de la família, 12 eren segones residències i 8 estaven desocupats. Tots els 66 habitatges eren cases. Dels 46 habitatges principals, 41 estaven ocupats pels seus propietaris i 5 estaven llogats i ocupats pels llogaters; 6 tenien dues cambres, 8 en tenien tres, 12 en tenien quatre i 20 en tenien cinc o més. 35 habitatges disposaven pel capbaix d'una plaça de pàrquing. A 22 habitatges hi havia un automòbil i a 22 n'hi havia dos o més.

### Piràmide de població
La piràmide de població per edats i sexe el 2009 era:
| Homes | Edats   | Dones |
| ----- | ------- | ----- |
| 0     | 95 o +  | 0     |
| 0     | 90 a 94 | 0     |
| 0     | 85 a 89 | 0     |
| 0     | 80 a 84 | 0     |
| 0     | 75 a 79 | 4     |
| 4     | 70 a 74 | 0     |
| 12    | 65 a 69 | 4     |
| 0     | 60 a 64 | 4     |
| 4     | 55 a 59 | 0     |
| 4     | 50 a 54 | 4     |
| 4     | 45 a 49 | 4     |
| 0     | 40 a 44 | 0     |
| 8     | 35 a 39 | 12    |
| 0     | 30 a 34 | 0     |
| 4     | 25 a 29 | 0     |
| 0     | 20 a 24 | 0     |
| 4     | 15 a 19 | 4     |
| 4     | 10 a 14 | 4     |
| 0     | 5 a 9   | 0     |
| 4     | 0 a 4   | 0     |

## Economia
El 2007 la població en edat de treballar era de 67 persones, 50 eren actives i 17 eren inactives. De les 50 persones actives 47 estaven ocupades (25 homes i 22 dones) i 4 estaven aturades (3 homes i 1 dona). De les 17 persones inactives 9 estaven jubilades, 2 estaven estudiant i 6 estaven classificades com a «altres inactius».
Activitats econòmiques
L'únic establiment que hi havia el 2007 era d'una empresa de construcció.
L'únic servei als particulars que hi havia el 2009 era una lampisteria.
L'any 2000 a Villecelin hi havia 11 explotacions agrícoles que ocupaven un total de 1.020 hectàrees.

## Poblacions més properes
El següent diagrama mostra les poblacions més properes.